# Kaia Iva
Kaia Iva (ur. 28 kwietnia 1964 w Türi, zm. 2 listopada 2023) – estońska polityk, nauczycielka i samorządowiec, posłanka XI i XII kadencji, w latach 2016–2019 minister opieki społecznej.

## Życiorys
Ukończyła w 1981 szkołę średnią w Nõo, a w 1986 studia nauczycielskie z zakresu matematyki i fizyki w stołecznym instytucie pedagogicznym. Do 1997 pracowała jako nauczycielka, a od 1989 wicedyrektorka jednej ze szkół średnich w Türi. Później związana z sektorem prywatnym.
W 1999 dołączyła do Związku Ojczyźnianego, po konsolidacji centroprawicy uzyskała członkostwo w ugrupowaniu Związek Ojczyźniany i Res Publica. W latach 2002–2005 pełniła funkcję burmistrza Türi, po czym do 2007 zasiadała w radzie gminy Türi. W latach 2007–2015 przez dwie kadencje sprawowała mandat deputowanej do Zgromadzenia Państwowego. W 2015 została ponownie radną gminną, a także dyrektorką przedszkola w swojej rodzinnej miejscowości.
23 listopada 2016 objęła stanowisko ministra opieki społecznej w nowo utworzonym rządzie Jüriego Ratasa. Urząd ten sprawowała do 29 kwietnia 2019.